# Aderus rufobasalis
Aderus rufobasalis es una especie de coleóptero de la familia Aderidae. Fue descrita científicamente por Maurice Pic en 1932.

## Distribución geográfica
Habita en Fiyi.